# Exhyalanthrax irrorellus
Exhyalanthrax irrorellus är en tvåvingeart som först beskrevs av Johann Christoph Friedrich Klug 1832.  Exhyalanthrax irrorellus ingår i släktet Exhyalanthrax och familjen svävflugor. Inga underarter finns listade i Catalogue of Life.